# Lea Bridge
Lea Bridge is een wijk in het Londense bestuurlijke gebied Hackney, in de regio Groot-Londen.